# Mihai Țiu
Mihai Țiu (n. 25 ianuarie 1946, București, România) este un scrimer român specializat pe floretă, campion mondial pe echipe la Havana în 1967 și laureat cu bronz la Campionatele Mondiale din 1969 și din 1970, tot pe echipe. A participat la patru Jocurile Olimpice: México 1968, München 1972, Montreal 1976 și Moscova 1980.

## Legături externe
- Materiale media legate de Mihai Țiu la Wikimedia Commons
- en Mihai Țiu la Olympedia.org